# پراکریت
پراکریت (به سانسکریت: prākṛta प्राकृत) نام گروهی از زبان‌های هندوآریایی میانه است. واژهٔ پراکریت در زبان سانسکریت معنای جداشدهٔ از یک سرچشمه را می‌رساند واژه پراکریت واگویه دیگری از  وازه پراکند/پراکنده است . 

## تاریخچه
زمانی که دین بودایی و دین جینی در هند گسترش پیدا کردند و از حمایت‌های دولتی برخوردار بودند، به تدریج زبان سانسکریت از جایگاه نخست خود نزول پیدا کرد و جای خود را به زبان‌های پرکریت داد. این زبان در نتیجهٔ جذب مردمان بومی منطقه که عمدتاً دراویدی ها بوده اند، با اقوام هندوایرانی که به زبان سانسکریت تلکم می‌کرده اند، به عنوان یک زبان جدید به وجود آمده است.
پراکریت زبانی ادبی بوده و از پشتیبانی پادشاهان هند باستان بهره‌مند بوده‌است، در مقابل روحانیت راست‌کیش هندو گرایشی بدین زبان نداشته‌اند. کهن‌ترین نمونهٔ دردست از استفاده از پراکریت مربوط به اشوکا پادشاه نیرومند هندوستان است. گونه‌های متمایزی از پراکریت در بخش‌های مختلف هندوستان باستان از سوی پادشاهان بومی مورد پشتیبانی قرارگرفته و به کار رفته‌است. 

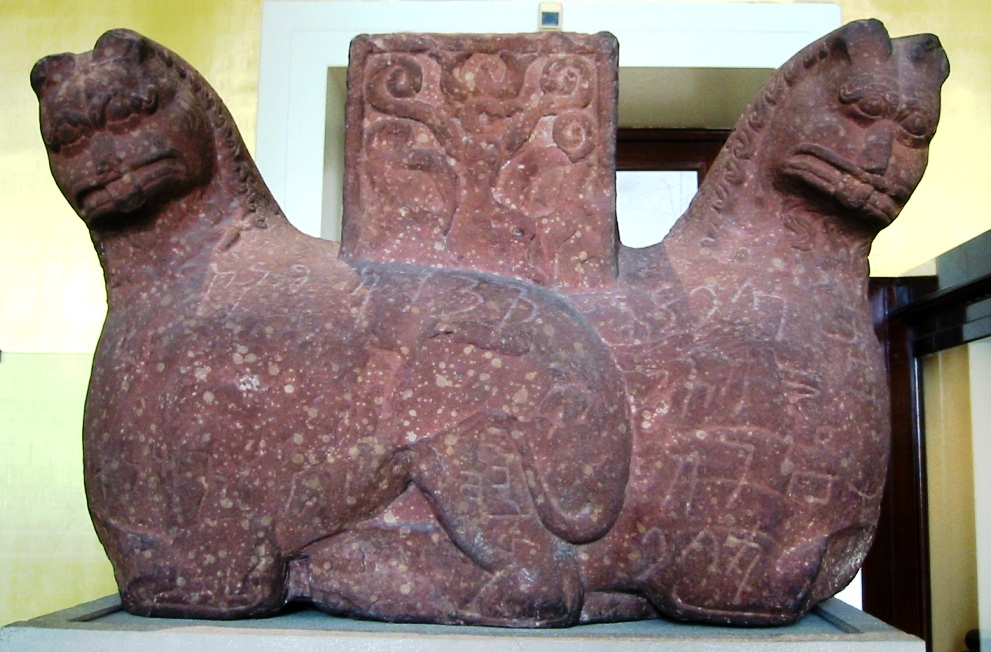
دو شیر پشت به پشت بر ستونی که بر روی آن با خط خروشتی و زبان پراکریت نوشته‌هایی حک شده‌است. موزه بریتانیا